# Orto botanico di Parma
L'Orto botanico di Parma è uno storico giardino, situato a Parma in strada Farini 90, ad angolo con lo stradone Martiri della Libertà; è gestito dall'Università degli Studi di Parma.

## Storia
L'orto originario, detto "Giardino dei Semplici", fu creato nel 1630 da Enrico Velario di Brabantia, per volontà del duca Ranuccio I Farnese; direttamente collegato alla Facoltà di Medicina dell'Università di Parma, costituiva allora uno spazio dedicato alla coltivazione di piante medicinali.
Il primo direttore fu Pompilio Tagliaferri, al quale successero, tra gli altri, Lorenzo Porta, suo allievo, Antonio Bacigalue, il conte Ponticelli e Giovanni Tommasina. Negli anni il giardino fu spostato nei pressi della chiesa di San Francesco del Prato.
Nel 1768 il primo ministro Guillaume du Tillot riformò l'ordinamento dell'università, richiamando a Parma l'abate Giambattista Guatteri, che, in qualità di titolare della cattedra di Botanica, nel 1770 rifondò il giardino, detto da allora "Orto Botanico", spostandolo nell'attuale collocazione, occupata in precedenza da una tintoria e dai terreni ad essa connessi.
Nel 1777 iniziò la ricostruzione dei vecchi capannoni, che furono trasformati in serre neoclassiche dall'architetto di Corte Ennemond Alexandre Petitot; i lavori terminarono nel 1793. Negli stessi anni il progetto riformatore del Guatteri arricchì l'orto di nuove specie esotiche, anche grazie al contatto con altre realtà simili sparse per l'Europa; fu tracciato allora il giardino all'italiana nello spazio centrale e furono piantate numerose alberature, alcune delle quali tuttora esistenti.
Nel 1793 Baldassarre Pascal ereditò dal suo maestro la cattedra di Botanica, sospesa nel 1802; la direzione dell'Orto passò a Bartolomeo Barbieri. Nel 1817 la duchessa Maria Luigia attribuì l'incarico al famoso naturalista Giorgio Jan, che, avvalendosi della collaborazione con l'entomologo Camillo Rondani e il professor Pellegrino Strobel, arricchì l'erbario e riformò l'Orto.
Nel 1843 gli succedette il medico Giovanni Passerini, che proseguì l'opera di rinnovamento intrapresa, attraverso l'introduzione di nuovi metodi di ricerca; scrisse inoltre il volume Flora dei contorni di Parma, considerato uno dei primi esempi di guida tascabile. Nel 1893 gli subentrò Carlo Avetta e in seguito Francesco Lanzoni. Fra il 1950 e il 1984 la direzione fu affidata a Fausto Lona, che modificò l'Orto edificando la serra alpina e quella tropicale e arricchendo notevolmente la varietà delle specie presenti.
Nel 1992 la gestione fu trasferita all'odierno Dipartimento di Bioscienze, con sede al campus universitario.
Nel 2008, a causa della mancanza di fondi, l'Orto rischiò la chiusura, scongiurata l'anno seguente grazie a numerosi volontari, che, raccolti sotto il nome di "Amici dell'Orto", da allora collaborano, in convenzione con l'Università, alla sua gestione.

## Struttura

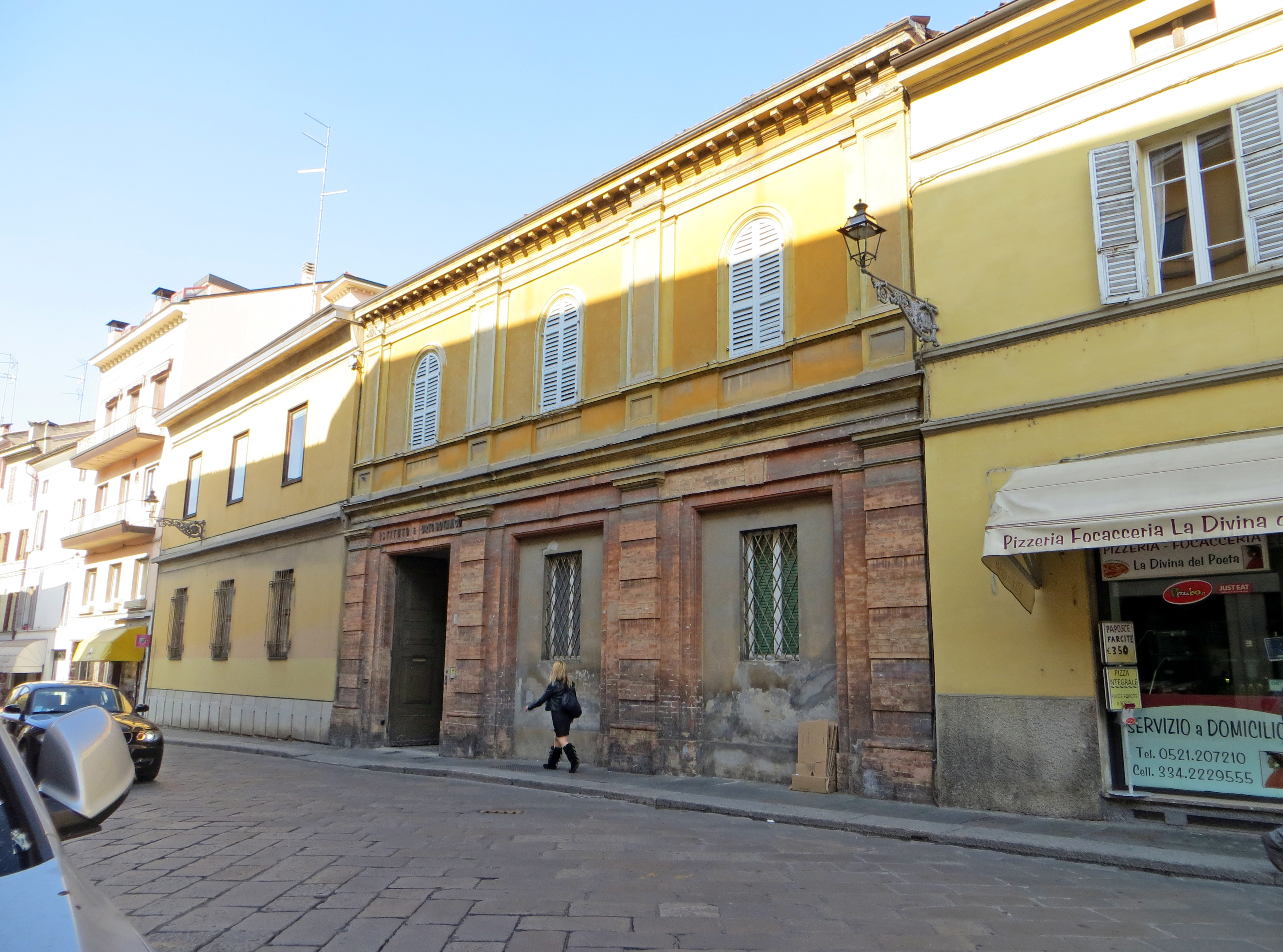
Palazzina d'ingresso su strada Farini

L'Orto si estende su una superficie di circa 11000 mq, ai margini del centro storico cittadino.

### I giardini

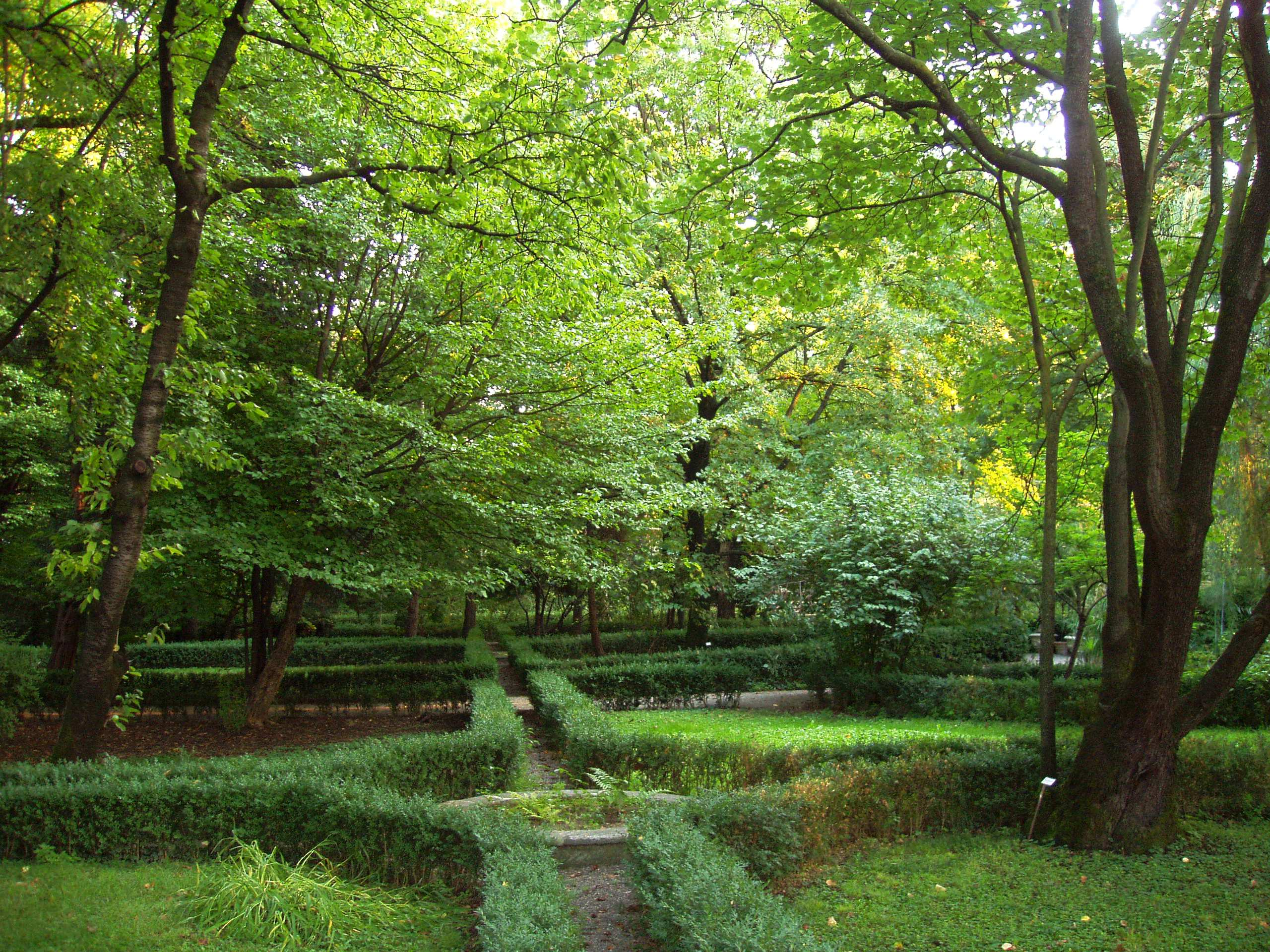
Giardino all'italiana

Al centro, nei pressi delle serre del Petitot, sorge attorno alla fontana il settecentesco giardino all'italiana, caratterizzato dai vialetti di ghiaia e dalle siepi di bosso che suddividono geometricamente gli spazi. La zona a est è invece occupata dall'Arboreto, creato fra la fine del XVIII e il XIX secolo, mentre l'area a ovest, più prossima all'ingresso, ospita un giardino all'inglese.
L'albero più significativo dell'intero Orto Botanico è un maestoso esemplare di ginkgo biloba, piantato alla fine del XVIII secolo nei pressi dell'ingresso.
Nell'Arboreto spiccano per importanza una sequoie di California, alcuni esemplari di cipressi delle paludi, mentre nei pressi dello Stradone si innalzano due pini neri originari della Sila.
Vi si trovano inoltre alcuni ippocastani di origine balcanica, una parrozia persica, diverse varietà di magnolie, tra cui una della specie obovata di origine asiatica.
Numerose varietà di fiori arricchiscono i giardini, tra cui varie specie rose, delle quali alcune antiche.
Sorge infine uno specchio d'acqua stagnante, in cui sono presenti, oltre alle comuni ninfee, numerose varietà di piante acquatiche, tra cui le cosiddette "peste d'acqua" e "lenticchia d'acqua".

### Le Serre e la Scuola di Botanica
All'interno delle neoclassiche Serre del Petitot sono presenti numerosissime specie di piante.
Al piano terreno sono ospitate molte varietà tropicali, tra cui una sezione dedicate alle piante insettivore.
Vi si trova inoltre una raccolta di violette di Parma .
Nell'edificio neoclassico della Scuola di Botanica sono inoltre ancora presenti gli erbari risalenti all'antico "Giardino dei Semplici", suddivisi in cinque fascicoli del 1722 scritti dal medico Giovanni Battista Casapini. Si conservano inoltre gli erbari e gli strumenti dei più significativi direttori dell'Orto, tra i quali Giambattista Guatteri, Giorgio Jan e Giovanni Passerini; inoltre sono ancora presenti nell'archivio gli erbari ottocenteschi della contessa Albertina Sanvitale e di Luigi Gardoni.